# Nyanrong
Nyanrong Dzong, Chinees: Nyainrong Xian is een arrondissement in de prefectuur Nagchu in de Tibetaanse Autonome Regio, China.
Het heeft een oppervlakte van 9.017 km² en in 2003 telde het 28.192 inwoners. De gemiddelde hoogte is 4700 meter. De gemiddelde jaarlijkse temperatuur is -10 °C en jaarlijks valt er gemiddeld 400 mm neerslag.

## Bestuurlijke indeling
| Naam                    | Tibetaans | Wylie       | Chinees  | Hanyu pinyin      |
| ----------------------- | --------- | ----------- | -------- | ----------------- |
| grote gemeente Tagdzong | ལྟག་རྫོང     | ltag rdzong | 大众镇   | Dàzhòng Zhēn      |
| gemeente Serchen        | གསེར་ཆེན    | gser chen   | 色庆乡   | Sèqìng Xiàng      |
| gemeente Nyima          | ཉི་མ       | nyi ma      | 尼玛乡   | Nímǎ Xiàng        |
| gemeente Damshung       | འདམ་གཤུང   | 'dam gshung | 当木江乡 | Dāngmùjiāng Xiàng |
| gemeente Thradam        | ཁྲ་འདམ     | khra 'dam   | 查当乡   | Chádāng Xiàng     |
| gemeente Throlung       | ཁྲོ་ལུང      | khro lung   | 桑荣乡   | Sāngróng Xiàng    |
| gemeente Shagchu        | ཤག་ཆུ      | shag chu    | 下曲乡   | Xiàqǔ Xiàng       |
| gemeente Beshung        | བེ་གཞུང     | be gzhung   | 白雄乡   | Báixióng Xiàng    |
| gemeente Sogshung       | སོག་གཞུང    | sog gzhung  | 索雄乡   | Suǒxióng Xiàng    |
| gemeente Yuchog         | གཡུ་མཆོག    | g.yu mchog  | 永曲乡   | Yǒngqǔ Xiàng      |